# Pobereschje
Pobereschje (russisch Побережье, deutsch Schnakeinen und Hoch Schnakeinen, Neu Schnakeinen, Porschkeim, Kissitten) ist ein Ort in der russischen Oblast Kaliningrad. Er gehört zur kommunalen Selbstverwaltungseinheit Stadtkreis Bagrationowsk im Rajon Bagrationowsk. Zu Pobereschje gehören auch die beiden ehemaligen deutschen Orte Kissitten, russisch zunächst Grigorjewo, und Porschkeim, russisch zunächst Sidorowo. Die Ortsstellen Hoch und Neu Schnakeinen sind verlassen.

## Geographische Lage
Pobereschje liegt nordwestlich der heutigen Rajonshauptstadt und ehemaligen Kreisstadt Bagrationowsk (Preußisch Eylau). Der Ort wird in Süd-Nord-Richtung von dem Flüsschen Keugster durchzogen, das wenig später in den Pasmar (russisch: Maiskaja) einmündet.
Durch Pobereschje verläuft eine Nebenstraße, die Slawskoje (Kreuzburg) mit Pogranitschnoje (Hussehnen) und Bogatowo (Rositten) im russisch-polnischen Grenzgebiet verbindet. Die nächste Bahnstation war vor 1945 in Kreuzburg (russisch: Slawskoje) an der Kleinbahn Tharau–Kreuzburg (Wladimirowo–Slawskoje), die nicht mehr in Betrieb ist.

## Geschichte

### Schnakeinen
Bei dem einst Schnakeinen genannten Ort handelte es sich um ein kleines Dorf, dessen Gründung bis in das Jahr 1414 zurückreicht. Es liegt 17 Kilometer von Bagrationowsk (Preußisch Eylau) entfernt am Ostufer des Flüsschens Keugster. Zwischen 1874 und 1945 war Schnakeinen in den Amtsbezirk Moritten (russisch Oktjabrskoje) eingegliedert. Dieser gehörte zum Landkreis Preußisch Eylau im Regierungsbezirk Königsberg der preußischen Provinz Ostpreußen. Im Jahre 1910 lebten in Schnakeinen 256 Einwohner. Ihre Zahl betrug im Jahre 1933 noch 234 und 1939 219.

### Neu Schnakeinen
Das ehemalige Neu Schnakeinen bestand nur aus einem größeren Hof und liegt auf der westlichen Seite des Flüsschens Keugster. Bis nach Bagrationowsk (Preußisch Eylau) beträgt die Entfernung 18 Kilometer. Neu Schnakeinen, das dem Dorf Schnakeinen zugeordnet war, nannte man vor dem 19. Dezember 1843 „Abbau Podehl“ im Landkreis Preußisch Eylau und Regierungsbezirk Königsberg der preußischen Provinz Ostpreußen.

### Hoch Schnakeinen
Ebenso wie Neu Schnakeinen bestand Hoch Schakeinen aus einem großen Hof. 17 Kilometer von Preußisch Eylau entfernt lag er auf der östlichen Seite der Keugster, war um 1840 gegründet worden und hieß bis zum 19. Dezember 1843 ebenfalls Abbau Podehl.
Mit seinen 16 Einwohnern war auch Hoch Schnakeinen bis 1945 eine Abbau-Ortschaft innerhalb des Dorfs Schnakeinen.

### Porschkeim (Sidorowo)
Porschkeim bestand vor 1945 aus mehreren kleinen und größeren Höfen. Das Dorf, das aus dem Jahr 1419 stammt, liegt auf der östlichen Seite des Flüsschens Keugster, 15 Kilometer von Bagrationowsk (Preußisch Eylau) entfernt. Zwischen 1874 und 1945 war Porschkeim wie Schnakeinen in den Amtsbezirk Moritten (russischOktjabrskoje)  eingegliedert. und gehörte zum Landkreis Preußisch Eylau im Regierungsbezirk Königsberg der preußischen Provinz Ostpreußen. Im Jahre 1910 betrug die Einwohnerzahl 103. Am 30. September 1928 vergrößerte sich die Landgemeinde Porschkeim durch die Eingemeindung des Gutsbezirks Kissitten. Die Einwohnerzahl stieg bis 1933 auf 286 und betrug 1939 264.
Porschkeim wurde 1945 ein Ort innerhalb der Sowjetunion. Im Jahr 1947 erhielt er den russischen Namen „Sidorowo“ und wurde gleichzeitig in den Dorfsowjet Oktjabrski selski Sowet (Moritten) im Rajon Bagrationowsk eingeordnet.

### Kissitten (Grigorjewo)
Der Ort Kissitten geht auf das Jahr 1342 zurück. Das frühere Gutsdorf liegt am Ostufer des Flüsschens Keugster, und die Entfernung nach Bagrationowsk (Preußisch Eylau) beträgt 17 Kilometer. 1874 kam Kissiten zum neugebildeten Amtsbezirk Moritten (russisch: Oktjabrskoje, nicht mehr existent) im Landkreis Preußisch Eylau im Regierungsbezirk Königsberg der preußischen Provinz Ostpreußen. Die Zahl der Einwohner betrug im Jahre 1910 85. Am 30. September 1928 gab Kissitten seine Selbständigkeit auf und wurde in die Landgemeinde Porschkeim eingemeindet.
Wie die Nachbarorte wurde auch Kissitten 1945 in die Sowjetunion integriert. Der Ort erhielt 1947 die russische Bezeichnung „Grigorjewo“ und wurde gleichzeitig in den Dorfsowjet Oktjabrski selski Sowet (Moritten) im Rajon Bagrationowsk eingeordnet.

### Pobereschje
Infolge des Weltkrieges kamen Schnakeinen und Neu Schnakeinen 1945 mit dem nördlichen Ostpreußen zur Sowjetunion. Die beiden Orte erhielten 1947 die gemeinsame russische Bezeichnung „Pobereschje“, das gleichzeitig in den Dorfsowjet Oktjabrski selski Sowet (Moritten) im Rajon Bagrationowsk eingeordnet wurde. Die Orte Grigorjewo und Sidorowo wurden vor 1975 an Pobereschje angeschlossen, das dann zum Puschkinski selski Sowet gehörte. Von 2008 bis 2016 gehörte Pobereschje zur Landgemeinde Dolgorukowskoje selekoje posselenije und seither zum Stadtkreis Bagrationowsk.

## Kirche
Die Bevölkerung von Schnakeinen, Hoch Schnakeinen, Neu Schnakeinen, Porschkeim und Kissitten war vor 1945 nahezu ausnahmslos evangelischer Konfession. Alle vier Orte gehörten damals zum Kirchspiel Kreuzburg (heute russisch: Slawskoje) im Kirchenkreis Preußisch Eylau (Bagrationowsk) innerhalb der Kirchenprovinz Ostpreußen der Kirche der Altpreußischen Union. Letzter deutscher Geistlicher war Pfarrer Arno Stritzel.
Heute liegt Pobereschje im Einzugsgebiet der in den 1990er Jahren neu gegründeten Dorfkirchengemeinde in Gwardeiskoje (Mühlhausen). Sie ist eine Filialgemeinde der Auferstehungskirche in Kaliningrad (Königsberg) innerhalb der Propstei Kaliningrad der Evangelisch-lutherischen Kirche Europäisches Russland (ELKER).